# Thể hình tại Đại hội Thể thao Đông Nam Á 2005
Bộ môn Thể Hình tại Đại hội Thể thao Đông Nam Á 2005 được thi đấu tại nhà hát Government Service Insurance System, thành phố Pasay, Philippines trong hai ngày 27 tháng 11 và 28 tháng 11 năm 2005. Các vận động viên tranh tài ở 6 hạng cân dành cho nam.
| Tổng sắp huy chương SEA Games 2005 Bộ môn thể hình |             |      |     |      |      |
| Hạng                                               | Đoàn        | Vàng | Bạc | Đồng | Tổng |
| 1                                                  | Singapore   | 2    | 0   | 1    | 3    |
| 2                                                  | Philippines | 2    | 0   | 0    | 2    |
| 3=                                                 | Thái Lan    | 1    | 1   | 2    | 4    |
| 3=                                                 | Việt Nam    | 1    | 1   | 2    | 4    |
| 5                                                  | Myanmar     | 0    | 3   | 0    | 3    |
| 6                                                  | Malaysia    | 0    | 1   | 0    | 1    |
| 7                                                  | Indonesia   | 0    | 0   | 1    | 1    |
|                                                    | Tổng        | 6    | 6   | 6    | 18   |

## Bảng thành tích

### Hạng 55 kg
| Huy chương | Vận động viên        | Quốc gia  |
| Vàng       | Phạm Văn Mách        | Việt Nam  |
| Bạc        | Zaw Wan              | Myanmar   |
| Đồng       | Vincent Ng Han Cheng | Singapore |

### Hạng 60 kg
| Huy chương | Vận động viên        | Quốc gia  |
| Vàng       | Ibrahim Bin Sihat    | Singapore |
| Bạc        | Somsri Turinthaisong | Thái Lan  |
| Đồng       | Asrelawandi          | Indonesia |

### Hạng 65 kg
| Huy chương | Vận động viên        | Quốc gia    |
| Vàng       | Michael Borenaga     | Philippines |
| Bạc        | Sazali bin Abd Samad | Malaysia    |
| Đồng       | Thongpan Lammana     | Thái Lan    |

### Hạng 70 kg
| Huy chương | Vận động viên        | Quốc gia  |
| Vàng       | Simon Chua Ling Fung | Singapore |
| Bạc        | Aung Khaing Win      | Myanmar   |
| Đồng       | Cao Quốc Phú         | Việt Nam  |

### Hạng 75 kg
| Huy chương | Vận động viên     | Quốc gia    |
| Vàng       | Alfredo Trazona   | Philippines |
| Bạc        | Giáp Trí Dũng     | Việt Nam    |
| Đồng       | Panupong Prapteep | Thái Lan    |

### Hạng 80 kg
| Huy chương | Vận động viên      | Quốc gia |
| Vàng       | Sitthi Charoenrith | Thái Lan |
| Bạc        | Min Zaw Oo         | Myanmar  |
| Đồng       | Lý Đức             | Việt Nam |